# Wiaźmiczy
Wiaźmiczy (biał. Вязьмічы; ros. Вязьмичи, Wiaźmiczi; pol. hist. Wiaźmicze) – wieś na Białorusi, w obwodzie witebskim, w rejonie orszańskim, w sielsowiecie Smolany.

## Historia
W XIX i w początkach XX w. położone były w Rosji, w guberni mohylewskiej, w powiecie orszańskim, w gminie Alenowicze. Następnie w granicach Związku Sowieckiego. Od 1991 w niepodległej Białorusi.